# Älvdalens östra revir
Älvdalens östra revir var ett skogsförvaltningsområde i Dalarnas överjägmästardistrikt, Kopparbergs län, som omfattade Leksands, Rättviks och Orsa tingslag, Mora tingslag utom Venjans socken samt av Älvdals tingslag de delar, som ligger öster om Österdalälven. Reviret, som var indelat i fyra bevakningstrakter, omfattade 46 719 hektar allmänna skogar, varav två kronoparker med en sammanlagd areal av 41 051 hektar (1920).